# Düsseldorf Open 1973
Il Düsseldorf Open 1973 è stato un torneo di tennis giocato sulla terra rossa. È stata la 1ª edizione del torneo, che fa parte del Women's International Grand Prix 1973. Si è giocato a Düsseldorf in Germania, dal 9 al 15 luglio 1973.

## Campionesse

### Singolare
Helga Masthoff ha battuto in finale  Evonne Goolagong con il punteggio di 6–4, 6–4

### Doppio
Evonne Goolagong /  Janet Young e  Helga Masthoff /  Heide Orth hanno condiviso il titolo